# Rosemary Valero-O'Connell
Rosemary Valero-O'Connell (né le 28 octobre 1994 à Minneapolis) est une autrice de bande dessinée américaine.

## Publications en français
- Mes ruptures avec Laura Dean (dessin), avec Mariko Tamaki (scénario), Rue de Sèvres, 2020  (ISBN 9782810201839). Traduction de Laura Dean Keeps Breaking Up With Me.
- Tout ce qui reste de nous, Dargaud, 2021  (ISBN 9782205086232). Traduction de Don't Go Without Me.

## Récompenses
- 2019 : 
  - Prix Ignatz du meilleur roman graphique (avec Mariko Tamaki), de la meilleure histoire (avec Mariko Tamaki) et du meilleur auteur pour Mes ruptures avec Laura Dean
  - Prix Harvey du meilleur livre pour enfant ou jeune adulte pour Mes ruptures avec Laura Dean (avec Mariko Tamaki)[1]
- 2020 : 
  - Prix Eisner de la meilleure publication pour adolescents (avec Mariko Tamaki) et du meilleur dessinateur/encreur pour Mes ruptures avec Laura Dean[2]
  - Prix Ignatz du meilleur auteur pour Tout ce qui reste de nous[3]